# Odontobatrachus smithi
Espèce
Odontobatrachus smithi est une espèce d'amphibiens de la famille des Odontobatrachidae.

## Répartition
Cette espèce est endémique de Guinée. Elle se rencontre dans les Fouta-Djalon et vers Kindia entre 100 et 650 m d'altitude.

## Description
Les mâles mesurent de 40,1 à 60,4 mm et les femelles de 48,7 à 61,9 mm.

## Étymologie
Cette espèce est nommée en l'honneur du Major Frederick Smith (1858-?) du Royal Army Medical Corps.

## Publication originale
- Barej, Schmitz, Penner, Doumbia, Sandberger-Loua, Hirschfeld, Brede, Emmrich, Kouamé, Hillers, Gonwouo, Nopper, Adeba, Bangoura, Gage, Anderson & Rödel, 2015 : Life in the spray zone – overlooked diversity in West African torrent-frogs (Anura, Odontobatrachidae, Odontobatrachus). Zoosystematics and Evolution, vol. 91, no 2, p. 115–149 (texte intégral).